# Plavání na mistrovství Evropy v plaveckých sportech 1938
Závody v plavání na mistrovství Evropy v plaveckých sportech za rok 1938 proběhly v Londýně, Spojené království ve dnech 6. až 13. srpna 1938.

## Výsledky

### Individuální disciplíny
| Muži                | Zlato                    | Zlato   | Stříbro                     | Stříbro | Bronz                                          | Bronz   |
| ------------------- | ------------------------ | ------- | --------------------------- | ------- | ---------------------------------------------- | ------- |
| 100 m volný způsob  | Cornelis Hoving (NED)    | 59,8    | Frederick Dove (GBR)        | 1:00,6  | István Körösi (HUN)                            | 1:01,2  |
| 400 m volný způsob  | Björn Borg (SWE)         | 4:51,6  | Werner Plath (GER)          | 4:56,2  | Norman Wainwright (GBR)                        | 4:56,3  |
| 1500 m volný způsob | Björn Borg (SWE)         | 19:55,6 | Robert Leivers (GBR)        | 19:57,0 | Heinz Arendt (GER)                             | 20:12,6 |
| 100 m znak          | Heinz Schlauch (GER)     | 1:09,0  | Gerhard Nüske (GER)         | 1:10,8  | Árpád Lengyel (HUN) Constantijn Scheffer (NED) | 1:12,0  |
| 200 m prsa          | Jochen Balke (GER)       | 2:45,8  | Erwin Sietas (GER)          | 2:45,9  | Anton Cerer (YUG)                              | 2:47,6  |
| Ženy                | Zlato                    | Zlato   | Stříbro                     | Stříbro | Bronz                                          | Bronz   |
| 100 m volný způsob  | Ragnhild Hvegerová (DEN) | 1:06,2  | Birte Ove-Petersenová (DEN) | 1:06,8  | Maria van Veenová (NED)                        | 1:08,4  |
| 400 m volný způsob  | Ragnhild Hvegerová (DEN) | 5:09,0  | Maria van Veenová (NED)     | 5:27,7  | Fernande Caroenová (BEL)                       | 5:33,4  |
| 100 m znak          | Cornelia Kintová (NED)   | 1:15,0  | Irène van Feggelenová (NED) | 1:15,9  | Birte Ove-Petersenová (DEN)                    | 1:17,0  |
| 200 m prsa          | Inge Sørensenová (DEN)   | 3:05,4  | Doris Storeyová (GBR)       | 3:06,0  | Johanna Waalbergová (NED)                      | 3:06,2  |

### Štafety
| Muži                 | Zlato                                                                                   | Zlato  | Stříbro                                                                                       | Stříbro | Bronz                                                                                             | Bronz  |
| -------------------- | --------------------------------------------------------------------------------------- | ------ | --------------------------------------------------------------------------------------------- | ------- | ------------------------------------------------------------------------------------------------- | ------ |
| 4×200 m volný způsob | Německá říše (GER) (Werner Birr, Wolfgang Heimlich, Hans Freese, Werner Plath)          | 9:17,6 | Francie (FRA) (Roland Pallard, René Cavalero, Christian Talli, Artem Nakache)                 | 9:22,6  | Spojené království (GBR) (Frederick Dove, Kenneth Deane, Robert Leivers, Norman Wainwright)       | 9:24,6 |
| Ženy                 | Zlato                                                                                   | Zlato  | Stříbro                                                                                       | Stříbro | Bronz                                                                                             | Bronz  |
| 4×100 m volný způsob | Dánsko (DEN) (Eva Arndtová, Gunvor Kraftová, Birte Ove-Petersenová, Ragnhild Hvegerová) | 4:31,6 | Nizozemsko (NED) (Alie Stijlová, Gertrude Malcorpsová, Maria van Veenová, Willy den Oudenová) | 4:39,5  | Spojené království (GBR) (Zilpha Grantová, Joyce Harrowbyová, Margery Hintonová, Olive Wadhamová) | 4:51,4 |

## Medailová bilance
V plavání se rozdělilo celkem 11 sad medailí.
| Pořadí | Stát                      |       | Muži    | Muži  | Muži  |         | Ženy  | Ženy  | Ženy    |       | Muži + Ženy | Muži + Ženy | Muži + Ženy | Celkem |
| Pořadí | Stát                      | Zlato | Stříbro | Bronz | Zlato | Stříbro | Bronz | Zlato | Stříbro | Bronz |             |             |             | Celkem |
| ------ | ------------------------- | ----- | ------- | ----- | ----- | ------- | ----- | ----- | ------- | ----- | ----------- | ----------- | ----------- | ------ |
| 1.     | Dánsko (DEN)              |       | 0       | 0     | 0     |         | 4     | 1     | 1       |       | 4           | 1           | 1           | 6      |
| 2.     | Německá říše (GER)        |       | 3       | 3     | 1     |         | 0     | 0     | 0       |       | 3           | 3           | 1           | 7      |
| 3.     | Nizozemsko (NED)          |       | 1       | 0     | 1     |         | 1     | 3     | 2       |       | 2           | 3           | 3           | 8      |
| 4.     | Švédsko (SWE)             |       | 2       | 0     | 0     |         | 0     | 0     | 0       |       | 2           | 0           | 0           | 2      |
| 5.     | Spojené království (GBR)  |       | 0       | 2     | 2     |         | 0     | 1     | 1       |       | 0           | 3           | 3           | 6      |
| 6.     | Francie (FRA)             |       | 0       | 1     | 0     |         | 0     | 0     | 0       |       | 0           | 1           | 0           | 1      |
| 7.     | Maďarské království (HUN) |       | 0       | 0     | 2     |         | 0     | 0     | 0       |       | 0           | 0           | 2           | 2      |
| 8.     | Belgie (BEL)              |       | 0       | 0     | 0     |         | 0     | 0     | 1       |       | 0           | 0           | 1           | 1      |
| 8.     | Jugoslávie (YUG)          |       | 0       | 0     | 1     |         | 0     | 0     | 0       |       | 0           | 0           | 1           | 1      |
| Celkem | Celkem                    |       | 6       | 6     | 7     |         | 5     | 5     | 5       |       | 11          | 11          | 12          | 34     |